# Daniel Behagel
Daniel Behagel (* 18. November 1625 in Hanau; † 15. April 1698) war ein deutscher Kaufmann und Fabrikant kunsthandwerklicher Fayence. Eine weitere Schreibweise des Familiennamens ist Behaghel.

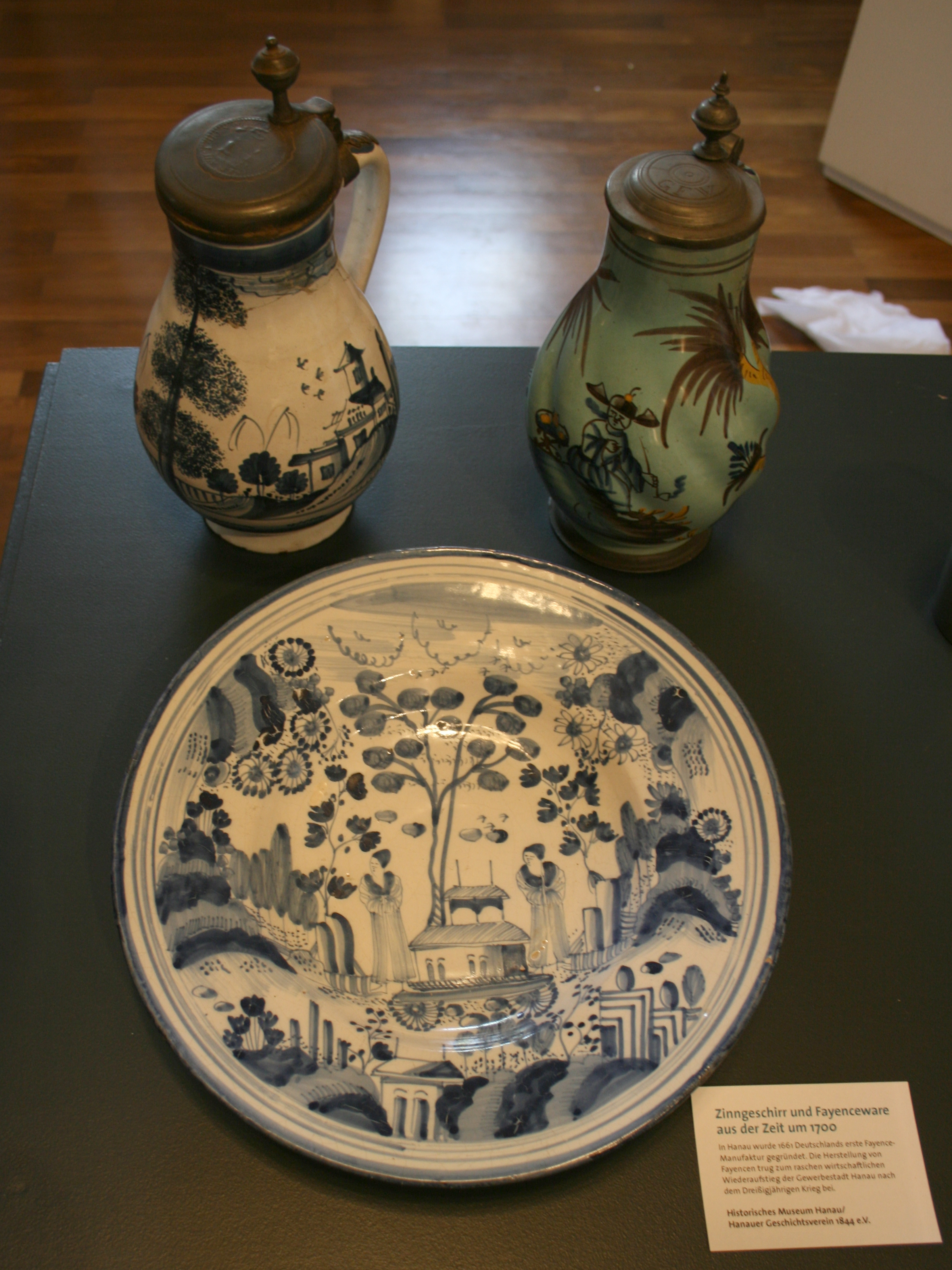
Hanauer Fayencen

## Leben
Daniel Behagel wurde in Hanau als Sohn von Abraham Behagel (1589 – <1631) und Ida Courhase (1594–1662) geboren. Sein Vater kam von Frankenthal nach Frankfurt am Main, später siedelte die Familie nach Hanau über. Sein Großvater Jacques Behagel war ein hugenottischer Glaubensflüchtling, der 1562 aus Westflandern (aus der „Nachbarschaft“ von Lille) nach Frankenthal ausgewandert war.

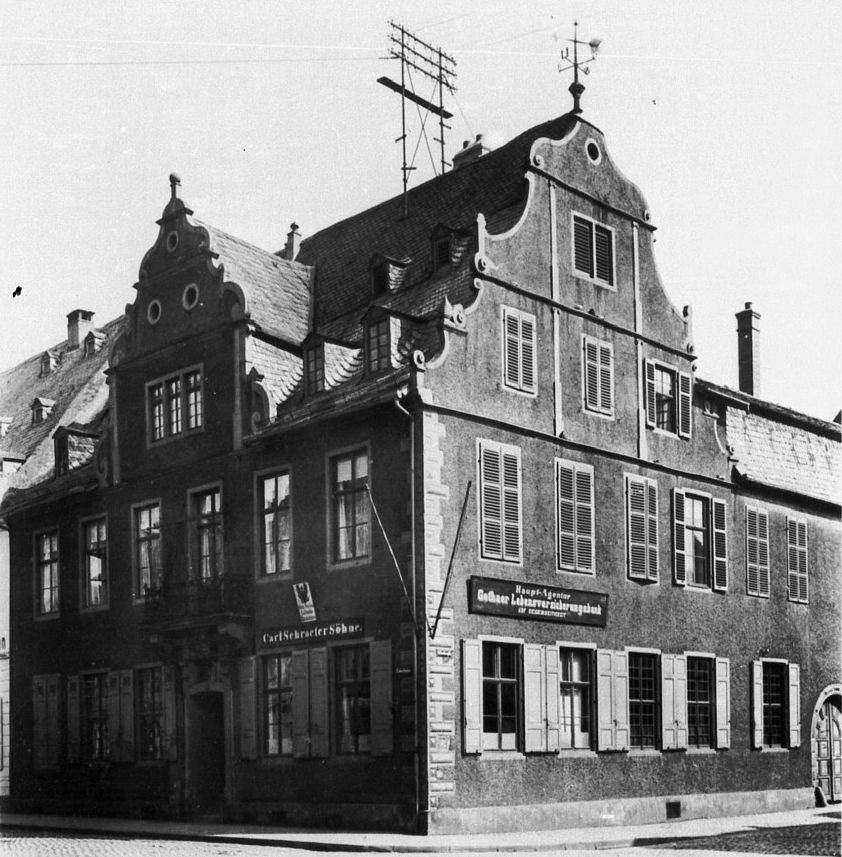
Manufakturgebäude Ecke Römerstraße / Neustädter Markt

Zusammen mit seinem Schwager Jacobus van de Walle (1631 – ca. 1694) gründete er im Jahre 1661 in Hanau die erste Fayence-Manufaktur Deutschlands. Bereits 1662 eröffneten sie eine zweite Fabrikationsstätte in Heusenstamm, die aber schon 1666 dort geschlossen werden musste und nach Frankfurt am Main umsiedelte, wo sie ihre Produktion bis 1772 fortsetzten konnte. Die Hanauer Manufaktur bestand noch bis ins Jahr 1806. Bis 1679 unterstand die Firmenleitung den Gründern Behagel und van de Walle, danach gesellte sich bis 1688 Johannes Bally und bis 1693 seine Witwe Anna Bally hinzu. Ab 1694 wurde die Firma bis zum Jahr 1726 von den Erben von Behagel und van de Walle geführt.
1682 gehörten Behagel und van de Walle sowie weitere Geschäftsleute aus dem Raum Frankfurt zu den ersten Ankäufern größerer Ländereien in Pennsylvania. Sie folgten den Werbungen des Quäkers William Penn, der hierzu 1671 und 1677 eigens nach Deutschland reiste und mit religiöse Toleranz und politischen Liberalismus für die Besiedelung des Territoriums warb. Behagel gehörte zu den 8 Gründungsmitgliedern der sogenannten „Frankfurter Landkompanie“ die zu den ersten Besiedlern von Germantown im heutigen Philadelphia County zählten. Ob Daniel Behagel tatsächlich nach Pennsylvania übersiedelte oder hier nur Land erworben hatte, ist bis heute unklar. Auch fehlen die genauen Umstände seines Todes bzw. Sterbeortes, es findet sich lediglich eine Quelle über seinen genauen Todestag.

## Familie
Verheiratet am 20. Mai 1654 in Mülheim an der Ruhr mit Magdalena van Maastricht. Von den Kindern aus der Ehe sind nur Abraham und Johann Isaac Behagel bekannt. Sein Schwager Jacobus van de Walle heiratete am 26. April 1655 in Hanau seine Stiefschwester Johanna Simons (1636–1715). Sein Großvater Jacques Behagel heiratete am 8. Mai 1569 in Frankenthal Tanneke (Anneke) de Carmer (Carmers) aus Oudenaarde.